# Shaumianovka
Shaumianovka (en georgiano: შაუმიანოვკა; en armenio: Շահումյանովկա) o Tskibin (en abjasio: Ҵҟыбын, romanizado: Tskybyn) es una aldea que pertenece a la parcialmente reconocida República de Abjasia, parte del distrito de Gulripshi, aunque de iure pertenece al municipio de Gulripshi de la República Autónoma de Abjasia de Georgia.

## Geografía
Shaumianovka se encuentra en la llanura del Mar Negro, a orillas del río Skurchi. La aldea se encuentra a 18 km de Gulripshi y se administra desde el pueblo de Dranda.

## Historia
Según la investigación histórica y etimológica, en el mapa de 1842 la zona existente se designa como Tskibun. 
Los armenios llegaron de los pueblos alrededor de Trebisonda en 1898. En relación con la inauguración del monasterio de Dranda en el Alto Dranda en 1883, a finales del siglo XIX surgió el asentamiento de obispos. 
En los primeros años del poder soviético, Tskybun-Arjireiskoye pasó a llamarse pueblo de Shaumianovka. En la década de 1940, las autoridades locales cambiaron el nombre a la versión georgiana de Narinjovani, pero luego devolvieron el nombre Shaumianovka.

## Demografía
La evolución demográfica de Shaumianovka entre 1959 y 1989 fue la siguiente:
| 1365                                                | 1965 | 2145 |
| (Fuente: Population of Abkhazia since Soviet times) |      |      |

Antes de la guerra de Abjasia, la mayoría de la población local eran armenios.

## Economía
Los residentes se dedican al cultivo de té y cítricos, la horticultura, la ganadería, la avicultura, la apicultura y la producción lechera. 

## Infraestructura

### Educación
El pueblo tiene una escuela secundaria armenia, una biblioteca y un club.